# Pico da Fonte
O Pico da Fonte é uma elevação portuguesa localizada concelho da Calheta, ilha de São Jorge, arquipélago dos Açores.
Este acidente geológico encontra-se geograficamente localizado próximo da Ribeira Seca, da Vila da Calheta, Pico do Paul, do Pico da Caldeira e do Pico da Calheta. Encontra-se intimamente relacionado com maciço montanhoso central da ilha de são Jorge do qual faz parte.
Esta formação geológica localizada a 543 metros de altitude acima do nível do mar apresenta escorrimento pluvial para a costa marítima e deve na sua formação geológica a um escorrimento lávico e piroclástico muito antigo.